# بطولة العالم للسباحة (25م) 2024
بطولة العالم للسباحة (25م) لعام 2024، وهي بطولة الاتحاد الدولي للسباحة السابعة عشرة لسباقات داخل حوض سباحة للمسافة القصيرة بطول 25 مترًا. وأُقيمت في مركز الرياضات المائية في مدينة بودابست المجرية في الفترة من 10 إلى 15 ديسمبر 2024.

## طالع أيضًا
- بطولة العالم للألعاب المائية 2024
- الاتحاد الدولي للسباحة

## وصلات خارجية
لم يتم العثور على روابط لمواقع التواصل الاجتماعي.